# アシュフォード・ユナイテッドFC
アシュフォード・ユナイテッド・フットボールクラブ（Ashford United Football Club）はイングランド、ケント州、アシュフォードを本拠地とするサッカークラブチームである。2009-2010シーズンまでイスミアンリーグ・ディヴィジョン1・サウス（8部相当）に所属していたが、経営難により降格。2017-2018シーズンはイスミアンリーグ・ディヴィジョン1・サウス（8部相当）に所属。

## クラブ各種記録
一試合最多得点勝利試合
- 10-1 vs バーリー・タウン 1964.2

一試合最多失点敗戦試合
- 0-8 vs クローリー・タウン 1964.11

## タイトル

### 国内タイトル
- ケントリーグ:1回

1948-1949
- ケントリーグカップ:1回

1938-1939
- ケント・シニアカップ:4回

1958-1959,1962-1963,1992-1993,1995-1996

### 国際タイトル
- なし